# Xiphophorus montezumae
Xiphophorus montezumae es una especie de peces de la familia de los pecílidos en el orden de los ciprinodontiformes.

## Morfología
Los machos pueden alcanzar los 5,5 cm de longitud total y las hembras los 6,5 cm.

## Distribución geográfica
Se encuentran en América: nordeste de México (Tamaulipas, norte del Estado de Veracruz y Estado de San Luis Potosí).